# Злива (пісня)
«Злива» — пісня українських виконавців Андрія Хливнюка, Джамали та Дмитра Шурова, яку було представлено напередодні річниці початку Революції гідності в Україні на тематичному форумі в Мистецькому Арсеналі, присвяченому доленосним подіям минулого року. Пісня стала музичною композицією до фільму «Зима, що нас змінила» та проекту ТСН — «94 дні. Євромайдан очима ТСН».

## Текст пісні
З неба знову вода
Всі ми з нею один на один
Хтось благає: до мене йди
А комусь вже підмило тин
З неба знову вода, вода
Дощ її нам на двох налив
Щойно була весна, а вже осінь руда
Рік пройшов, мов водою всіх нас вмив
Що змінилось, лишилось що?
Чи заради цього так мерзли всі?
Є рука у моїй руці
Є мета, щоб були разом руки ці
Скільки нас, тих, хто прагне див?
Кожен третій чи, може, всі?
Після зливи на ранок один на всіх
Може матиме те, що не мали досі

Лий, зливо, лий!
Відмивай нас всіх від бруду, літній дощ
Ми втомились як ніколи від зими
Лий, зливо, лий!
Я навряд чи буду тим, ким я була
Одного прошу травневих злив
Най би дощ пішов і зиму змив
І зиму змив

З неба знову вода, вода
Всі ми з нею один на один
Скляноокий брехливий звір
Розколов мільйон родин
Що змінилось, лишилось що?
Від новин підірвало дах!
Брат на брата – найбільший жах
Ті брати тепер – я і ти
Не існує ніяких "їх"!
Ця земля нами зорана!
Хочеш крові моєї – на!
В нас червона обох вона
Тож не несіть нам у дім біди
Всі в воду йдем і вийшли з води
Але не змити з пам'яті ні один із тих
Хто буде молодим тепер назавжди

Лий, зливо, лий!
Відмивай нас всіх від бруду, літній дощ
Ми втомились як ніколи від зими
Лий, зливо, лий!
Я навряд чи буду тим, ким я був
Одного просив - травневих злив
Най би дощ пішов і зиму змив!
Цю зиму змив 

А я раніше дощ, дощ не любив. Лий!
Мокрий і бридкий, гострий такий. Лий!
Малим не був байдуж до калюж
А так терпів, чекав, аби скоріше пройшов
І сонце знов, і дах сухий
Але сьогодні дощ не такий, чи я не такий
То лий, лий, лий, лий!
Як червоніє, бачили, сніг. Лий!
Як люди пригортають людей моїх!
Я так пишаюсь вами і так боюсь
Що знов побачу, як нацькують
Розкажуть, що комусь вороги. Лий!
І той повірить у ці жахи лихі! Лий, лий!

Лий, зливо, лий!
Відмивай нас всіх від бруду, літній дощ
Ми втомились як ніколи від зими!
Лий, зливо, лий!
Я навряд чи буду тим, ким я був до!
Одного прошу - травневих злив
Най би дощ пішов (і зиму змив) і зиму змив

## Відео
Відеоряд до треку було створено командою ТСН. Відео для композиції було підібрано із хроніки подій Революції гідності — від листопаду 2013-го по лютий 2014-го (використано матеріали ТСН та проекту BABYLON'13 — «Зима, що нас змінила»). Було використано зокрема силовий розгін учасників Євромайдану «Беркутом», тисячі вогнів під час концерту «Океану Ельзи» 14 грудня, зіткнення на вулиці Грушевського, розстріл Небесної сотні на вулиці Інститутській.

## Учасники запису
- Андрій Хливнюк та Джамала — вокал.
- Дмитро Шуров — клавіші.

## Нагороди
YUNA 2016:
- Найкраща пісня
- Найкращий дует (Джамала, Андрій Хливнюк, Дмитро Шуров)